# ダイナマイトマン
ダイナマイトマンとは、2007年にJPSから発売されたパチスロ機（5号機）である。
同社の5号機第6作目である。保通協における型式名称は「バクレツセンシ」。

## スペック
- 2種類のBIG BONUS（赤7揃いと青7揃い）と2種類のIKARI BONUS（赤7-赤7-怒と青7-青7-怒）を搭載する。
- BIG BONUSはいずれも払い出しが348枚を超えると終了し、平均約270枚獲得できる。
- IKARI BONUSはいずれも左リール無制御のCTで、払い出しが134枚を超えると終了する（最大117枚獲得できる）。
- 赤7揃いのBIG BONUS終了後は「超イライラモード」に突入し、「怒りモード」突入契機である特殊リプレイ（ベル-リプレイ-リプレイ）の出現率が大幅に上昇する。
- 「怒りモード」は20ゲーム継続するリプレイタイムであり、終了後は特殊リプレイの出現率が高い「イライラモード」に突入する。
- IKARI BONUS終了後はいずれも「イライラモード」に突入する。
- 青7揃いのBIG BONUS終了後は「帰宅モード」に突入し、特殊リプレイはほとんど成立しない。継続は最大15ゲームで、この間ベルが揃わなければ終了後「イライラモード」に移行する。
- 「超イライラモード」、「イライラモード」、「帰宅モード」はベル揃いで終了し、通常時に転落する。
- ベルによる通常時への転落から480ゲーム消化すると再び「イライラモード」に突入する。
- 3枚役(BAR揃い)が揃うと4ゲームのRTに突入し、終了後は「イライラモード」に突入する　（「超イライラモード」、「イライラモード」、「帰宅モード」中のみ）。

## 登場キャラクター
- 大那舞斗

大那組組長。毒河豚五郎にテリトリーを荒らされ憤慨中。
何をやっても裏目に出てしまうかなりドジな奴。だが根性だけは人一倍強い。
毒河豚五郎の野望を阻止しようとする。
この男こそ泣く子も泣きじゃくる、七代目、無敵の爆裂戦士「ダイナマイトマン」なのである。
趣味はカラオケにファミコンと多彩。
今、ニュース番組のお天気お姉さんにゾッコンである。（JPS公式設定より）
- ネズ

舞斗の一番弟子。
舞斗を「アニキ」と慕い、アニキのことが大好き。
アニキに怒られ精神的な弱さを見せる一面も…
チャームポイントはセットに朝5時間もかかるリーゼント。専用ドライヤーを使用しなければきまらない。
最近は、水玉模様にはまっている。（JPS公式設定より）
- ばばあ

本名：大那米（だいな　まい）
大那舞斗の母親。舞斗をかなり溺愛している。実はこのばばあ…なんと六代目ダイナマイトマンであった。
世界最強の刀「ダイナマイ刀」の使い手で、今もその腕は錆びていない。
ただ頭のほうはちょっと錆びついている。（JPS公式設定より）
なお、公式HPでは、ばばあの若き日の漫画を読むことができる
- 七瀬　瞳

「ダイナマイトニュース7」のお天気予報担当のお姉ちゃん。
現在、舞斗が夢中になっているアナウンサー。
今年、全国1位かわいいお天気お姉さんに選ばれた。
このお天気お姉さんは舞斗のことは一切知らない。
舞斗に、このお天気お姉さんからラブレターや電話の誘いがあるが、それは毒河豚五郎が舞斗をおびき出すためにしくんだ"罠”であったのだった。
現在彼氏はいない、という情報も。好きなタイプは、強くて、優しくて、ときおり少年ぽいところがあって、自分を引っ張っていってくれる人。
来年、写真集発売予定。